# Траса 60
«Траса 60» або «Траса 60: Дорожні пригоди» (англ. Interstate 60: Episodes of the Road) — голлівудський художній фільм 2002 року, виконаний в стилі метафізичної притчі та драми з елементами комедії. Це фільм у жанрі дорожнього кіно, в якому головний герой подорожує трасою 60, що не позначена на жодній мапі, аби виконати своє бажання. Під час подорожі він уникає спокус і вміло реалізовує свій потенціал.

## Сюжет

Батько дарує Нілу машину

Двоє студентів у барі обговорюють, що в культурі США немає жодного «свого» персонажа, котрий виконує бажання. Літній чоловік втручається в розмову, стверджуючи, що такий персонаж є — це О. Б. Ґрант — син лепрекона та індіанки. О. Б. Ґрант має люльку у формі мавп'ячої голови та подорожує країною, виконуючи бажання незнайомців задля розваги. Часто О. Б. Ґрант жорстоко жартує, але якщо людина йому сподобається, він буде з нею справедливий. Зустріти цього чоловіка можна на трасі 60.
Тим часом бізнесмен містер Бейкер випадково зустрічає О. Б. Ґранта. Він ненавмисне ламає виконувачу бажань люльку і велосипед, а також втрачає свій мобільний телефон. Бейкер бажає, щоб цього не ставалося — і в результаті його збиває вантажівка.
Працівник продуктового складу в Сент-Луїсі, Ніл Олівер, прагне стати художником, але скрізь отримує відмову. І навіть сайт із порадами, яким у всьому керується Олівер, радить відмовитися. Олівер святкує своє 22-річчя в ресторані з батьками та сестрою. Його бажання «знайти відповідь у чому сенс життя» чує О. Б. Ґрант, який працює в ресторані офіціантом. Батько вручає сину лист про прийняття на юридичний факультет, і червоний автомобіль BMW, який дуже розхвалює. Але Ніл помічає, що авто явно призначалася для його батька, а не для нього. О. Б. Ґрант закурює свою люльку, внаслідок чого на Ніла падає відро і він непритомніє.

Траса 60

Ніл прокидається в лікарні, де лікар Рей проводить тест, показуючи карти різних мастей. Але потім Рей демонструє, що карти були фальшиві (з неправильними мастями) і наголошує, що речі не завжди такі, якими здаються. Слідом приходить інший лікар і зазначає, що не знає Рея.

Вийшовши з лікарні, Ніл каже батькові, що все ж піде вчитися на юриста. Коли він зустрічається з друзями, то отримує печиво з передбаченням, яке спонукає його засумніватися в своєму рішенні. Потім дивні випадки в його житті продовжуються. Ніл бачить жінку зі своїх снів на рекламному білборді, але рекламна компанія стверджує, що білборд у той час був порожній. Перевіривши білборд, Ніл бачить нове зображення, цього разу з написом «Телефонуйте 555—1300». Ніл телефонує за номером, і в записаному повідомленні йдеться, що у нього призначена зустріч за адресою: Олівер-стрит, 555, офіс 1300, у центрі міста. Там Рей вручає Нілу посилку та просить доставити її у клуб у Денвері (написано Danver замість Denver), куди слід доїхати трасою 60.

О. Б. Ґрант
(One Wish Grant,
Одне бажання гарантоване)

Сумніваючись у своїй адекватності, Ніл шукає трасу 60, проте її не існує. Та слідуючи вказівці на білборді, Ніл зустрічає О. Б. Ґрант, який дарує йому кулю для передбачень. О. Б. Ґрант зазначає, що бажання Ніла було не егоїстичним, і просить довезти його до Денвера. Вони виїжджають на трасу 60, а О. Б. Ґрант пропонує декілька пояснень як це можливо.
Вони зупиняються в ресторані, де Ніл зустрічає чоловіка, здатного їсти неймовірну кількість харчів. Ніл робить ставку на нього в суперечці і виграє гроші. Чоловік зауважує, що набув такої здатності через бажання, виконане О. Б. Ґрантом. Шериф звинувачує Ніла в шахрайстві і відбирає його виграш.
Потім Ніл бере попутницю Лору, яка шукає ідеального сексу, але завжди лишається незадоволена. Ніл відмовляє їй, змушуючи мучитися думками, що саме він і був ідеальним коханцем.
Наступною трапляється жінка Сьюзан, що шукає свого зниклого сина Філіпа. Вона пропонує гроші за допомогу і Ніл погоджується звернути до міста Бентон, де легалізовано небезпечний наркотик. Ніл і Сьюзан знаходять Філіпа, та він не хоче повертатися, бо вже спробував наркотик. Поліціянт пояснює, що наркомани в обмін на нову дозу згідні виконувати будь-яку роботу, а це вигідно для економіки міста. Сьюзан просить поради в Ніла, а потім, усупереч його словам, приймає наркотик, щоб бути поруч із сином. Поліціянт вручає Нілу «премію» за нову жительку Бентона.
Повернувшись на трасу 60, Ніл підбирає Боба Коді, вимогливого колишнього рекламодавця, який веде особисту боротьбу проти несправедливості. Боб усюди бачить брехню та записує її в блокнот, а також міркує, що в сучасному світі не лишилося нічого справді незвіданого. Боб сперечається з волоцюгою, який згідний працювати за їжу, а потім відмовляється мати авто. Тоді Боб погрожує підірвати динаміт, змушуючи волоцюгу відпрацювати дане йому яблуко.
Потім Ніл зупиняється в музеї місис Джеймс де зберігаються справжні шедеври, що видаються за підробки. Ніл зауважує портрет О. Б. Ґранта, якого місис Джеймс називає своїм померлим чоловіком.
Закінчуючи свою подорож, Ніл отримує повістку до суду і мусить вийти з авто у місті Морлоу, де всі громадяни — юристи, які постійно судяться один проти одного. Ніл змушений найняти адвокатку, щоб виграти справу про вбивство кота, яке він не скоював. Щоб оплатити нав'язані послуги, від Ніла вимагають привести свідків для його впізнання. Внаслідок спроби втечі він опиняється у в'язниці, де зустрічає Лінн, жінку, яку шукав весь цей час. Аби звільнитися, Ніл користується візитівкою Боба, якого викликає на суд як свідка. Дізнавшись, що звинувачення Ніла фальшиве, Боб погрожує підірвати суд і змушує оголосити загальну амністію жителям Морлоу.
Лінн і Ніл зустрічаються. Вона розповідає як зустріла О. Б. Ґранта й забажала знайти хорошого хлопця. Вони займаються сексом у мотелі. Ніл також малює картину мотелю, про яку каже, що хотів би подати її на конкурс, а потім їде доставити посилку в Денвер. Лінн передає йому листа від О. Б. Ґранта з застереженням не їхати. Та куля підказує «їхати, але не сьогодні» і Ніл вирішує доставити посилку.
По радіо Ніл чує про розшукуваного вбивцю і розуміє, що за описом це він сам. Він залишає своє авто біля старої заправки, щоб подорожувати автостопом. Пізніше він бачить аварію, в якій загинув справжній убивця, який за всім ознаками ідентичний Нілу. Він викидає кулю і вирушає до Денвера.
У Денвері Ніл зустрічає Рея та його небожа, яким виявляється О. Б. Ґрант. Відкривши посилку, О. Б. Ґрант дістає звідти нову люльку замість тої, яка зламалася на початку фільму. Він хвалить Ніла та переносить його до лікарні на тиждень назад.
Вийшовши з лікарні, Ніл заявляє своєму батькові, що стане художником. Його сестра веде його до художньої галереї, де Ніл бачить свою картину мотелю — подану від його імені О. Б. Ґрантом на конкурс. Лінн, яка насправді працює у видавництві Danver Publishing, цікавиться його картиною і зазначає, що вони вже десь бачилися. О. Б. Ґрант нагадує сестрі Ніла, щоб вона загадала бажання на свій день народження.

## У ролях
- Джеймс Марсден — Ніл Олівер
- Ґері Олдмен — О. Б. Ґрант
- Емі Смарт — Лін Лінден
- Крістофер Ллойд — Рей
- Кріс Купер — Боб Коді
- Курт Расселл — капітан Айвз
- Майкл Джей Фокс — містер Бейкер
- Енн-Маргрет — місис Джеймс
- Емі Джо Джонсон — Лора
- Арт Еванс — Отіс, колега Ніла на складі
- Вейн Робсон — «Безмежний шлунок»
- Ребекка Дженкінс — Сьюзан Росс
- Тайлер Кайт — Філіп Росс

## Виробництво
Фільм було знято практично за місяць — з 18 вересня до жовтня 2000 року. Знімання відбувалося у Фініксі (штат Аризона, США) та в Торонто (провінція Онтаріо, Канада).

## Музика
- «Broken Heart For Sale» у виконанні Heather Myles
- «Blind Spot» у виконанні Transmatic
- «Not Too Close Encounters» у виконанні Seattle Music
- «Diesel Only Theme» у виконанні The World Famous Blue Jays
- «Relax (Club 69 Doomsday Mix)» у виконанні Frankie Goes To Hollywood
- «Everything In The World» у виконанні Starling
- «I Get A Kick Out Of You» і «On The Sunny Side Of The Street» у виконанні Frank Sinatra
- «Daily Life». Композитор — Lee Chu Kiong
- «Crescent Moon». Композитор — Chen Dacan & Xu Pingxin
- «Eine Kleine Nachtmusik». Композитор — Wolfgang Amadeus Mozart
- «Every You Every Me» у виконанні Placebo

## Сприйняття
Згідно з Decider, «Траса 60» — це комедія ідей, куди ідеї приходять набагато сильніше та переконливіше, ніж сама комедія. Це цікавий, хоч і глибоко недосконалий, метафізичний дорожній фільм, де Марсден майже більшість часу є найменш цікавим актором. Але саме «Траса 60» почала його успіх у кіно.
Film School Rejects повідомляє: «Траса 60», можливо, не мала такого ж впливу на поп-культуру, як «Назад у майбутнє» (у якого той самий режисер), але це фільм, який пропонує подібний тип гострих відчуттів. Ніхто не знав, як просувати фільм через його дивність, тому він не отримав великої реклами й лишився маловідомим. Та врешті-решт Боб Ґейл створив той фільм, який хотів, не прогинаючись під чиї-небудь вимоги.
У Collider фільм назвали недооціненим. Подорож, у яку вирушає Ніл, стає метафорою свободи та самопізнання, і Марсден зображує зростання Ніла, переконливо показуючи як засвоює життєві уроки. Це дуже дивний фільм, він дещо дезорієнтує, але саме це робить чудовим, адже він спонукає до роздумів.

## Цікаві факти
- Ніл прокинувся в лікарні 18 вересня (це видно на годиннику) — тобто того самого дня, коли почалися зйомки. 18 вересня — день народження Джеймса Марсдена (виконавець головної ролі).
- Номер будівлі, в якій у Ніла було призначено зустріч з Реєм — 555. Це число часто використовують у фільмах для вигаданих об'єктів, телефонних номерів тощо, щоб уникнути судових позовів у випадку збігу з реальними.
- На початку фільму можна помітити, що у Ніла в кімнаті багато зображень героїв коміксів «Люди Х» видавництва Marvel. Джеймс Марсден виконав роль Циклопа у фільмах-екранізаціях цих коміксів.
- Ніл постійно приймає рішення користуючись сайтом «Важливі рішення» (англ. Major decision). Після виходу фільму низка сайтів використали цю ідею: Majordesicion.com [Архівовано 16 вересня 2011 у Wayback Machine.].
- Коли Ніл вперше бачить свій подарунок — новий червоний BMW 328i — музика, яка звучить в цій сцені, дуже схожа на ту, що використана у фільмі «Назад у майбутнє», коли Марті відкриває двері гаража і бачить там нову машину.
- У вступі двоє молодиків міркують про те, що в американській культурі немає істоти, яка виконує бажання. Відвідувач бару, який підійшов до них і розповів про О. Б. Ґранта — це «людина з бездонним шлунком», яку потім Ніл Олівер зустріне на автостраді 60.
- Творці фільму хотіли показати, що при створенні образу О. Б. Ґранта автори надихались міфологією різних країн світу. Ґрант представлений як лепрекон-ірландець, тому він рудий. Люлька у формі голови мавпи прийшла зі східної міфології, а саму люльку можна пов'язати із джинами.
- Коли Ніл і О. Б. Ґрант під'їжджають до траси 60, герой Гері Олдмена каже: «There's a signpost up ahead» Це відома цитата з серіалу 1959 року «Сутінкова зона» (англ. The Twilight Zone).
- Картярські трюки за Крістофера Ллойда виконав професійний фокусник-дублер.
- Годинник у героя Крістофера Ллойда показує 10:04 — саме в цей час зупинився годинник на вежі через удар блискавки в трилогії «Назад у майбутнє».
- Це перша спільна поява Майкла Джей Фокса і Крістофера Ллойда в кіно після знімання в трилогії «Назад у майбутнє» (хоча в 1996 році вони разом знялися в епізоді серіалу «Спін-Сіті» (англ. Spin City)).
- Майже весь фільм персонаж Гері Олдмена ходить із розбитою люлькою — у голови мавпи відламана нижня щелепа. За сюжетом, люлька зламалася, коли він на велосипеді врізався в машину містера Бейкера. І хоча персонаж Майкла Джей Фокса побажав «щоб цього не сталося», проте в іншому варіанті події О. Б. Ґрант зображений з уже зламаною люлькою.
- У будівлі суду міста Морлоу (англ. Morlaw) висить герб, на якому написаний спотворений американський девіз: «In law we trust» («Ми віримо в закон»).
- Ініціали О. Б. Ґрант розшифровуються як «Одне бажання гарантоване» (англ. One Wish Grant).
- Номер автомобіля Ніла — «TAK2BNK», що є акронімом від девізу Олівера-старшого «Take it to bank» («Іди з цим до банку»).
- Фокус з чорними чирвами і червоними піками. Насправді це знаменитий психологічний експеримент Брунера і Постмана. Вони просили учасників дослідження розпізнати за короткий час серію гральних карт. Більшість карт були стандартними, але деякі змінені. Навіть після збільшення часу показу в сорок разів проти середньої тривалості експозиції, необхідної для розпізнання нормальної карти, більш ніж 10 відсотків аномальних карт не було упізнано ними правильно.